# Päpstliche Theologische Fakultät „Marianum“
Die Päpstliche Theologische Fakultät „Marianum“ in Rom (it.: Pontificia Facoltà Teologica „Marianum“) ist die Theologische Fakultät des Servitenordens und dient dem regulären Theologiestudium.

## Geschichte
Papst Bonifaz IX. (1389–1404) hatte am 30. Januar 1398 dem Generalsuperior der Serviten das Recht erteilt, akademische Grade zu verleihen. Dieses Privileg wurde von den Päpsten Clemens VIII. (11. Juli 1604), Paul V. (6. Juni 1606), Urban VIII. (19. Dezember 1633 und 9. Januar 1639) und Alexander VII. (10. April 1658) ratifiziert. Am 26. Februar 1666 wurde im Kloster San Marcello in Rom die erste ordenseigene akademische Bildungsinstitution gegründet. Papst Clemens IX. (1667–1669) genehmigte am 21. Februar 1669 die Statuten. Im Jahre 1870, nach der Besetzung Roms, wurde das Institut geschlossen. Mit neuem Namen wurde die Bildungsstätte St. Alexis Falconieri 1895 wieder eröffnet. Sie bezog 1928 ein Haus an der Viale 30 Aprile in Rom, das noch heute der Sitz ist.
Mit der Apostolischen Konstitution Deus scientiarum dominus vom 24. Mai 1931 erhob Papst Pius XI. (1922–1939) die Servitenhochschule zur Theologischen Fakultät. 1950 erhielt die akademische Bildungsstätte den Rang eines Päpstlichen Kollegs. Mit dem Dekret Caelestia honorandae Reginae vom 8. Dezember 1955 erhielt die Theologische Fakultät ihre endgültige Bestimmung. Von jetzt an lautete die offizielle Bezeichnung „Theologische Fakultät Marianum“. 1968 folgte eine Überarbeitung der Statuten und Studienrichtlinien nach den Bestimmungen des Zweiten Vatikanischen Konzils. Am 1. Januar 1971 erteilte die Kongregation für die Seminare und Studieneinrichtungen der Theologischen Fakultät das Prädikat „Päpstliche Theologische Fakultät Marianum“.

## Das Mariologische Institut
1957 eröffnete die Fakultät das „Mariologische Institut“, das die Befugnis hat im Fachbereich „Mariologie“ Studientitel zu verleihen. Neben den Lizenziats- und Doktoratsstudium wird auch ein zweijähriger mariologischer Kursus angeboten. Schwerpunkt ist die pastorale Bedeutung der Mariologie.
Die Kongregation für das Katholische Bildungswesen erteilte am 7. März 1960 dem Institut die Approbation Diplome in Mariologie zu erteilen. Diese Genehmigung wurde am 7. März 1965 auf die Verleihung eines Doktors für Theologie mit dem Schwerpunkt Mariologie erweitert.

## Gliederung
Das Amt des Großkanzlers der Fakultät wird immer mit dem Generalsuperior der Serviten besetzt. Nach dem Jahr 2011 ist dies Pater Ángel María Ruiz Garcica.

### Präsidium
Die oberste Führungsebene sind der Präsident (Pater Salvatore Maria Perrella, Professor der Dogmatik und der Mariologie) und sein Stellvertreter. Das Gesamtpräsidium setzt sich aus dem Präsidenten, seinem Stellvertreter, vier weiteren Präsidiumsmitglieder und je einem Repräsentanten der Dozenten und Studentenschaft zusammen.

### Rat der Fakultät
Der Fakultätsrat ist ein weiteres Führungsgremium, zu diesem Rat gehören das Gesamtpräsidium, der Regens des Priesterseminars, ein Studentenvertreter und weitere Vertreter der Fakultät.

### Verwaltung und Personal
Zu dieser Abteilung zählen der Sekretär und sein Stellvertreter, der Bibliothekar, der Verwaltungsdirektor und ein Koordinierungsstab.

## Rivista „Marianum“
Die Fakultät ist seit 1939 Herausgeber des Magazins MARIANUM – Ephemerides Mariologiae.